# Paidiscura
Paidiscura es un género de arañas de la familia Theridiidae, orden Araneae. Fue descrito por el americano Allan Frost Archer en 1950.

## Especies
- Paidiscura dromedaria (Simon, 1880)
- Paidiscura orotavensis (Schmidt, 1968)
- Paidiscura pallens (Blackwall, 1834)
- Paidiscura subpallens (Bösenberg & Strand, 1906)